# My Friends
«My Friends» — песня американской рок-группы Red Hot Chili Peppers, четвёртый трек из альбома One Hot Minute. Эта мелодичная баллада была выпущена в качестве второго сингла, в 1995 году. «My Friends» — единственная песня из One Hot Minute, которая была включена в сборник суперхитов Greatest Hits, хотя видеоклип на песню «Aeroplane» появился на DVD-диске компиляции. «My Friends» стала третьей композицией RHCP, которая достигла вершины чарта Hot Modern Rock Tracks и возглавляла его в течение 4 недель. Также, это первая песня группы, которая поднялась на верхнюю строчку хит-парада Billboard Album Rock Tracks. Группа не исполняет песню на концертах, начиная с 1996 года.
Сингл содержит два би-сайда: один из них — песня «Stretch» (первоначально называлась «Stretch You Out»), которую хотели включить в альбом, отказавшись от трека «One Big Mob». Изначально они должны были быть одной песней, названной «One Big Mob/Stretch You Out», но в итоге «Stretch» также не попала на альбом.

## Список композиций
Компакт-диск (1995)
1. «My Friends» (Album)
2. «Coffee Shop» (Album)
3. «Let’s Make Evil» (Previously Unreleased)
4. «Stretch» (Previously Unreleased)

Компакт-диск, версия 2 (1995)
1. «My Friends» (Album)
2. «Coffee Shop» (Album)
3. «Let’s Make Evil» (Previously Unreleased)

Грампластинка (1995)
1. «My Friends» (Album)
2. «Coffee Shop» (Album)
3. «Let’s Make Evil» (Previously Unreleased)
4. «Stretch» (Previously Unreleased)